# Intero di Blum
In matematica, più precisamente in teoria dei numeri, un numero naturale n è un intero di Blum se {\displaystyle n=pq} dove p e q sono numeri primi congruenti a 3 in modulo 4 (detti anche primi di Blum), cioè se 4 divide sia p - 3 che q - 3.
Per ogni intero di Blum n, -1 ha simbolo di Jacobi modulo n pari a +1, nonostante -1 non sia un residuo quadratico modulo n.
Prima che i moderni algoritmi di fattorizzazione, come MPQS e NFS, fossero sviluppati, si pensava che fosse utile scegliere interi di Blum per il modulo di RSA. Questo non è più considerato una precauzione utile, poiché MPQS e NFS riescono a fattorizzare interi di Blum con la stessa efficienza di numeri prodotti da primi scelti a caso.